# Ślepy ferman
Ślepy ferman (alb. Qorrfermani) –  zbiór trzech mikropowieści (Ślepy ferman, Pokolenia Hankonatów, Uczta pojednania) albańskiego pisarza Ismaila Kadare. Po raz pierwszy zostały one wydane w latach 1977-1984, a następnie w roku 1999 w opracowaniu Bujara Hudhriego. W Polsce pierwsze wydanie ukazało się w roku 2010, nakładem Wydawnictwa Pogranicze w przekładzie Doroty Horodyskiej. Akcja mikropowieści rozgrywa się w czasach osmańskiego panowania w Albanii.

## Pierwsza mikropowieść –Ślepy ferman (Qorrfermani)
Wydana w 1984 roku. Tytułowy Ślepy ferman (alb. Qorrfermani) opowiada o realizacji sułtańskiego fermanu, nakazującego oślepiać wszystkich, których oczy mogą rzucać urok (złe oko). Osoby podejrzane mają możliwość wyboru sposobu ich wyoczenia. Strach staje się wszechobecny – na podstawie donosu każdy może być podejrzewany o złooczność. Tekst nawiązujący do czasów osmańskich stanowi metaforę zniewolenia narodu w okresie rządów Envera Hodży, a motyw pochodu oślepionych nawiązuje do historii Bałkanów (bitwa pod Biełasicą w 1014 r.).

## Druga mikropowieść –Pokolenia Hankonatów(Breznitë e Hankonatëve)
Wydana w 1977 roku. Przedstawia losy rodu Hankonatów z Gjirokastry na przestrzeni XVIII-XX w. Poszukiwaniu nowych źródeł utrzymania przez rodzinę, która uprawę roli zmienia na działalność handlową, towarzyszą wielkie wydarzenia i kryzysy dotykające państwo osmańskie. Hankonaci, którzy przybyli zza gór, chroniąc się przed zemstą rodową zostawiają coraz więcej grobów na miejscowym cmentarzu, ale także giną daleko od domu w służbie Imperium.

## Trzecia mikropowieść –Uczta pojednania(Komisioni i festës)
Wydana w 1977 roku. Nawiązuje do wydarzeń historycznych. 30 lipca 1830 serasker Rumelii Mehmet Reshit Pasza zaprosił do Bitoli (Monastiru) przedstawicieli rodów albańskich, którzy zostali wymordowani przez żołnierzy osmańskich w czasie uroczystej ceremonii. Przebieg wydarzeń poznajemy z perspektywy osób przygotowujących tytułową ucztę, która ostatecznie się nie odbyła.
Tłumaczka Dorota Horodyska jest także autorką trzech innych polskich przekładów dzieł Ismaila Kadare: Pałac snów (2006), Następca (2008) i Córka Agamemnona (2011).
Książka znalazła się w gronie siedmiu finalistów Literackiej Nagrody Europy Środkowej Angelus za 2010 rok. W czasie wrocławskiej gali fragment powieści przedstawiła aktorka Teatru Capitol – Justyna Antoniak.

## Recenzje (w języku polskim)
- Justyna Chmielewska, Dawno temu w Albanii, "Nowe Książki" 2011/6, s.41. Tekst dostępny na blogu czytelnie.blogspot.com.